# Aït Ayach (tribu)
 (avril 2025).
Motif : En des sources secondaires centrées
- Archive Wikiwix
- Bing
- Cairn
- DuckDuckGo
- E. Universalis
- Gallica
- Google
- G. Books
- G. News
- G. Scholar
- Persée
- Qwant
- (zh) Baidu
- (ru) Yandex
- (wd) trouver des œuvres sur Wikidata

| 1. | Préciser le motif de la pose du bandeau. | Précisez le motif de la pose du bandeau en utilisant la syntaxe suivante : {{admissibilité à vérifier\|date=juillet 2025\|motif=remplacez ce texte par le motif}}                      |
| 2. | Informer les utilisateurs concernés.     | Pensez à avertir le créateur de l'article, par exemple, en insérant le code ci-dessous sur sa page de discussion : {{subst:avertissement admissibilité à vérifier\|Aït Ayach (tribu)}} |

Pour les articles homonymes, voir Aït Ayach.
Aït Ayach est une tribu marocaine berbère, issue des zénètes, originaire de la vallée de la Haute Moulouya. Elle a été déplacée aux environs de Fès, par la dynastie alaouite.

## Histoire
Le sultan alaouite Rachid ben Chérif a lancé vers 1669, une expédition contre la tribu, qui n'était pas encore soumise à l'autorité des Alaouites.

## Sources

### Francophone
- Ahmed ben Khâled Ennâsiri Esslâoui. (trad. de l'arabe par Eugène Fumet), Kitâb Elistiqsâ li-Akhbâri doual Elmâgrib Elaqsâ [« Le livre de la recherche approfondie des événements des dynasties de l'extrême Magrib »], vol. IX : Chronique de la dynastie alaouie au Maroc, Paris, Ernest Leroux, coll. « Archives marocaines », 1906 (lire en ligne)